# Repostero de capilla
Los reposteros de capilla eran antiguos servidores de palacio.
Los reposteros de capilla tenían a su cargo poner las cortinas en el sitial donde el miembro de la casa real oía misa. Llevaban a la cámara el sitial, cojines, silla y alfombra donde se decían las horas a su amo. Después del oficio divino, lo devolvían y lo daban al mozo de cámara que tenía las llaves, a cuyo cargo estaban la guardia de la cortina y todos los demás atavíos de la capilla. 
Había muchos hombres que compaginaban este oficio con otras ocupaciones.